# Шандра (комуна)
Шандра (рум. Șandra) — комуна у повіті Тіміш в Румунії. До складу комуни входять такі села (дані про населення за 2002 рік):
- Уйхей (565 осіб)
- Шандра (2217 осіб)

Комуна розташована на відстані 440 км на північний захід від Бухареста, 31 км на північний захід від Тімішоари.

## Населення
У 2009 році у комуні проживали 2909 осіб.

## Відомі люди
- Вільям С. Дарлінг (1882 — 1963) — американський артдиректор угорського походження.